# Arsace II
Arsace II, talvolta noto come Artabano (ΑΡΣΑΚΟΥ; Artabanus; ... – 191 a.C.), è stato un sovrano dei Parti dal 211 a.C. alla sua morte. Il suo nome in greco è Arsaces, in latino Artabanus, e nei libri di storia compare con entrambi i nomi.

## Nome
Esiste una certa confusione nei nomi e nella genealogia dei primi sovrani arsacidi. Il fondatore della dinastia si chiamava Arsace (I), ed era lo zio o il padre di Arsace II/Artabano. Ad Arsace I succedette forse il fratello Tiridate I, che assunse però anche il nome di Arsace (II). Il figlio di Arsace o di Tiridate e fu Arsace/Atrabano, che succedette al primo o al secondo, e in questo senso può essere chiamato rispettivamente Arsace III o Arsace II. Data la debolezza delle basi storiche del regno di Tiridate, di norma si considera Arsace/Artabano il secondo sovrano arsacide della Partia.

## Biografia
Nel 209 a.C. il sovrano seleucide Antioco III riconquistò la Partia, precedentemente sottratta ai Seleucidi da Arsace e dai Parti attorno al 247 a.C.; successivamente fu però sconfitto in battaglia nei pressi del monte Labo e chiese la pace. I termini della pace prevedevano che Arsace accettasse lo stato di vassallo e che in questa condizione regnasse sulla Partia e sull'Ircania; Antioco, in cambio, avrebbe riportato le proprie truppe in occidente, dove sarebbe poi rimasto coinvolto nelle guerre contro la Repubblica romana.
Nel 191 a.C. Arsace II fu succeduto dal figlio o cugino Friapazio.